# آی‌سی کش

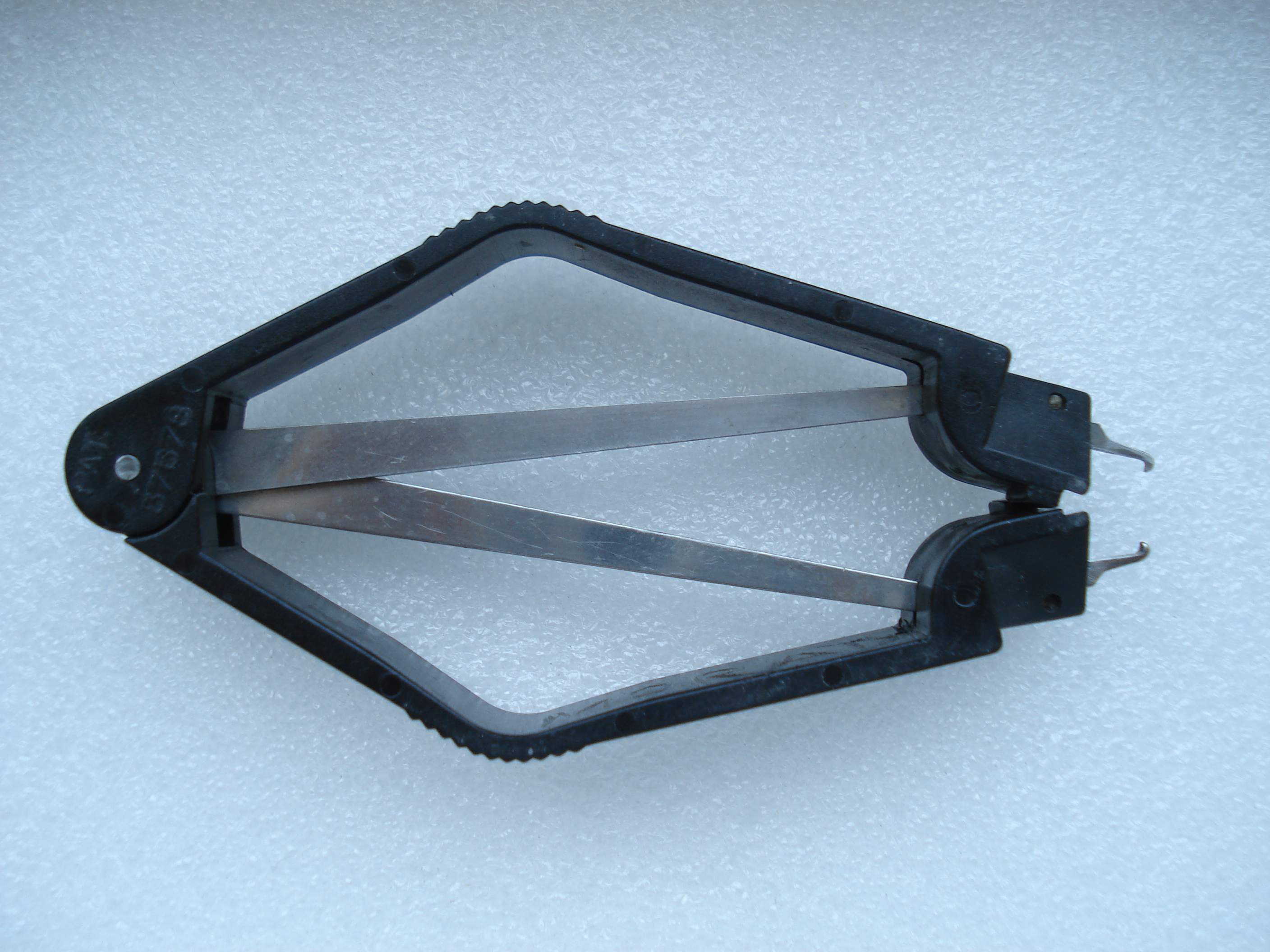
نمونه‌ای از یک آی‌سی کش که معمولاً برای برداشتن آی‌سی‌های PLCC استفاده می‌شود.

آی‌سی کِش ابزاری انبری شکل است که برای برداشتن سریع و مطمئن تراشه‌های الکترونیکی از روی سوکت، استفاده می‌شود. به گونه‌ای که هنگام درآوردن آی‌سی از سوکت، آسیبی به پین‌های سوکت وارد نگردد و خم نشوند.
قبل از استفاده از آی سی کش ابتدا باید به وسیله هویه هوای گرم آی سی مورد نظر را گرم کرده تا پایه های آن از روی برد جدا شود و سپس با آی سی کش آنرا خارج کرد.

## انواع
بسته به نوع و تعداد پایه‌های تراشه‌های الکترونیکی از آی سی کش‌ها متفاوتی استفاده می‌شود. آی‌سی کش‌هایی که برای برداشتن آی‌سی‌های DIP و PLCC استفاده می‌شوند معمول تر هستند.

## تاریخچه
در سال ۱۹۸۶، ابزاری اختراع شد که می‌توانست آی‌سی‌های مربع مستطیل شکل پلاستیکی را بدون آنکه صدمه‌ای به سوکت آنها بزند، از روی بردهای الکترونیکی جدا کند. این ابزار از یک دسته و یک سیم ارتجاعی متصل به آن، تشکیل شده بود. فشار آوردن به دسته باعث می‌شد سیم داخل سوراخ‌ها درگیر شود و آی‌سی از سوکت بیرون کشیده شود.